# Aulotrachichthys latus
Aulotrachichthys latus är en fiskart som först beskrevs av Fowler, 1938.  Aulotrachichthys latus ingår i släktet Aulotrachichthys och familjen Trachichthyidae. Inga underarter finns listade.